# Dinkelacker-Schwaben Bräu
Dinkelacker-Schwaben Bräu GmbH & Co. KG ett bryggeri som bildades 1996 då Stuttgartbryggerierna Dinkelacker och Schwaben Bräu gick samman. 2004 togs bolaget över av InBev. Sedan 2007 är bryggeriet åter ett självständigt bolag sedan Wolfgang Dinkelacker köpt tillbaka bolaget. Idag har bryggeriet 300 anställda och är ett av de största privata bryggerierna i Tyskland som inte ingår i storkoncerner.

## Märken
- Dinkelacker
- Schwaben Bräu
- Sanwald
- Cluss
- Wulle
- Haigerlocher
- Sigel Kloster